# Bunka Kaikan de Tokyo
Le Bunka Kaikan de Tokyo (東京文化会館, Tōkyō bunka kaikan, « centre culturel de Tokyo ») est une salle de concert située dans le parc d'Ueno, arrondissement de Taitō à Tokyo.
Conçue par l'architecte Kunio Maekawa, elle est construite entre 1959 et 1961, agrandie entre mai 1983 et novembre 1984, et rénovée en 1998–1999.
La salle principale comprend 2 303 places, et la salle de récital 649.
Elle est gérée par la Tokyo Metropolitan Foundation for History and Culture.